# Temeritas denisii
Temeritas denisii är en urinsektsart som först beskrevs av Womerseley 1934.  Temeritas denisii ingår i släktet Temeritas och familjen Sminthuridae. Inga underarter finns listade i Catalogue of Life.